# Dorstenia excentrica
Dorstenia excentrica är en mullbärsväxtart som beskrevs av Stefano Moricand.
Dorstenia excentrica ingår i släktet Dorstenia och familjen mullbärsväxter. Inga underarter finns listade i Catalogue of Life.